# Brachys pedicularius
Brachys pedicularius es una especie de escarabajo barrenador metálico del género Brachys, categorizada en la tribu Trachyini, de la subfamilia Agrilinae.

## Taxonomía
Fue descrita científicamente por Gory en 1841.
Tratamiento taxonómico
La especie aparece registrada y publicada en Histoire naturelle et iconographie des insectes Coléoptères. Supplement aux Buprestides. P. Duménil, Paris. Volume 4, livraisons 43-52, genera: Melanophila (pp. 73-77), Buprestis (pp. 107-111, 126), pp. 127-356, Stigmodera, Colobogaster, Chrysobothris, Be. (1841).